# La Roche-Clermault
La Roche-Clermault è un comune francese di 495 abitanti situato nel dipartimento dell'Indre e Loira nella regione del Centro-Valle della Loira.

## Società

### Evoluzione demografica
Abitanti censiti